# Masdevallia draconis
Masdevallia draconis är en orkidéart som beskrevs av Carlyle August Luer och Angel Andreetta. Masdevallia draconis ingår i släktet Masdevallia och familjen orkidéer. Inga underarter finns listade i Catalogue of Life.